# Le Fils à Jo
Pour plus de détails, voir Fiche technique et Distribution.

Le Fils à Jo est un film français écrit et réalisé par Philippe Guillard, en 2011.

## Synopsis
Héritier d'une longue lignée de rugbymen, Jo Canavaro tente, avec l'aide de ses amis, de faire apprécier ce sport à son fils, Tom.

## Fiche technique
- Titre : Le Fils à Jo
- Réalisation : Philippe Guillard
- Scénario : Philippe Guillard
- Directeur de la photographie : Ludovic Colbeau-Justin
- Musique : Alexis Rault
- Distributeur : Gaumont Distribution
- Pays d’origine :  France
- Genre : comédie dramatique
- Budget : 2 500 000 euros
- Durée : 95 minutes
- Date de sortie :
  - France : 12 janvier 2011 (29 décembre 2010 dans le Sud-Ouest)

## Distribution
- Gérard Lanvin : Jo Canavaro
- Olivier Marchal : Robert Cahuzac, dit « le Chinois »
- Vincent Moscato : Jean-Paul, dit « Pompon »
- Jérémie Duvall : Tom Canavaro, le « fils à Jo »
- Karina Lombard : Alice Hamilton
- Lionnel Astier : Bernard, le maire de Doumiac
- Abbes Zahmani : le « Boulon »
- Darren Adams : Jonah Tukalo, le All Black
- Pierre Laplace : Frontignan
- Laurent Olmedo : François
- Karine Monneau : Colette Brisson, la principale
- Catherine Labit : Madame Quentin
- Sofiane Bettahar : « Bouboule », le meilleur ami de Tom
- Grace Hancock : Fanny Hamilton, la fille d'Alice
- Didier Lamaison : le prof de maths
- Darren Tulett : l'Austin Power
- Camille Dintrans : la pionne
- Régis Maynard : le père de « Titi »
- Philippe Vendan-Borin : le voiturier
- Christophe Porcu : Monsieur Porcu
- Fred Louvradoux-Bauer : Le Barman
- Veronica Antonelli : La boulangère
- Delphine Ghetti : La fille du Boulon: Fanfan
- Charles Gimat : « Caillou »
- Loic Molinier : « Titi »
- Patricia Peguin : Mado
- Quentin de Palézieux : le serveur
- Christian Califano : « le Chef de gare »
- Sebastian Bozzi : Le danseur
- Guy Novès : Figurant
- Fabien Pelous : Figurant
- Philippe Bernat-Salles: Figurant

## Autour du film
- Le réalisateur Philippe Guillard est un grand connaisseur de l’univers du rugby à XV : ancien joueur de haut niveau (il a notamment évolué au poste de trois-quarts aile gauche au Racing Club de France), il s’est ensuite reconverti en journaliste, scénariste et écrivain. Il a également animé la Nuit du rugby. Il a révélé ses talents pour la comédie à la télévision, à travers notamment ses « gestes techniques » sur Canal+ à la mi-temps des matches de football.
Il s'agit de sa première réalisation de long métrage.
- Le film a été tourné en majeure partie dans le Tarn, département d'origine de Vincent Moscato (« Pompon »), ancien joueur de l'Union athlétique gaillacoise. Les scènes d'entrainement au rugby ont été tournées à Salvagnac, à 18 km de Gaillac[1]. La sortie a d’ailleurs été anticipée dans le Sud-Ouest (le 29 décembre 2010, pour une sortie nationale le 12 janvier 2011).
- La scène du repas de noces est marquée par la présence de nombreuses personnalités du rugby, parmi lesquelles Guy Novès, Fabien Pelous et Philippe Bernat-Salles
- Même s’il n’a pas le palmarès de Jo Canavaro, Gérard Lanvin a pratiqué le rugby pendant 10 ans (en minime, cadet et junior). Il jouait en position de trois-quarts aile[2].

## Réception
Le journaliste Thomas Sotinel déplore « la maladresse de l'écriture » et « un montage en dépit du bon sens » au moment de la sortie du film en salle en 2011. Le film reçoit également un accueil mitigé d'Olivier de Bruyn dans Le Point et en général sur les sites spécialisés dans le cinéma,.